# Monte Capanne e promontorio dell’Enfola
Das FFH-Gebiet und europäische Vogelschutzgebiet Monte Capanne e promontorio dell’Enfola (deutsch: Monte Capanne und Halbinsel Enfola) liegt im Westen der italienischen Mittelmeerinsel Elba. Das etwa 67 km² große Schutzgebiet umfasst den gesamten Westteil Elbas sowie die Halbinsel Enfola im Norden der Insel. Das Gebiet wird als typischer mediterraner Inselberg beschrieben, an dessen Nordhängen die wichtigsten Waldformationen der Insel erhalten sind, während der Süd- und Osthänge durch die Einwirkung von Feuer stärker degradiert und von therophytischer Flora dominiert sind. Das Gebiet ist reich an Lokal- und Regionalendemiten, wie zum Beispiel der Strandflieder Limonium ilvae,  der Tyrrhenische Laubfrosch (Hyla sarda) oder  der Europäische Blattfingergecko (Phyllodactylus europaeus) und zahlreichen endemischen Wirbellosen. Das Rothuhn (Alectoris rufa) hat hier seine einzige autochthone Population in der Toskana.

## Schutzzweck
Folgende Lebensraumtypen nach Anhang I der FFH-Richtlinie sind für das Gebiet gemeldet:
| EU Code | * | Lebensraumtyp (offizielle Bezeichnung)                                                                                    | Fläche [ha] |
| ------- | - | --- | ----------- |
| 1210    |   | Einjährige Spülsäume | 0,3         |
| 1240    |   | Mittelmeer-Felsküsten mit Vegetation mit endemischen Limonium-Arten                                                       | 96,1        |
| 3120    |   | Oligotrophe, sehr schwach mineralische Gewässer meist auf sandigen Böden des westlichen Mittelmeerraumes mit Isoëtes spp. | 0,1         |
| 3170    | * | Temporäre mediterrane Flachgewässer                                                                                       | 0,1         |
| 4090    |   | Oromediterrane endemische Heiden mit Stechginster                                                                         | 141,4       |
| 5210    |   | Baumförmige Matorrals mit Juniperus spp.                                                                                  | 15,0        |
| 5320    |   | Euphorbia-Formationen an Steilküsten                                                                                      | 13,2        |
| 5330    |   | Thermo-mediterrane Gebüschformationen und Vorwüsten (sonstige Gesellschaften)                                             | 0,01        |
| 6220    | * | Mediterrane Trockenrasen der Thero-Brachypodietea                                                                         | 43,9        |
| 8130    |   | Thermophile Schutthalden im westlichen Mittelmeerraum                                                                     | 15,0        |
| 8220    |   | Silikatfelsen mit Felsspaltenvegetation                                                                                   | 90,1        |
| 8230    |   | Silikatfelsen mit Pioniervegetation des Sedo-Scleranthion oder des Sedo albi-Veronicion dillenii                          | 4,1         |
| 8330    |   | Völlig oder teilweise unter Wasser liegende Meereshöhlen                                                                  | 0,001       |
| 91E0    | * | Auen-Wälder mit Alnus glutinosa und Fraxinus excelsior (Alno-Padion, Alnion incanae, Salicion albae)                      | 38,9        |
| 9260    |   | Eichenwälder mit Castanea sativa                                                                                          | 269,4       |
| 9340    |   | Wälder mit Quercus ilex und Quercus rotundifolia                                                                          | 2.173,8     |
| 9540    |   | Mediterrane Pinienwälder mit endemischen Kiefern                                                                          | 11,9        |

### Arteninventar
Folgende Arten von gemeinschaftlichem Interesse kommen im Gebiet vor:
| Bild | EU Code | * | Art                           | wissenschaftlicher Name   | Artengruppe |
| ---- | ------- | - | ----------------------------- | ------------------------- | ----------- |
|      | 1088    |   | Großer Eichenbock             | Cerambyx cerdo            | Käfer       |
|      | 6137    |   | Europäischer Blattfingergecko | Euleptes europaea         | Reptilien   |
|      | 1304    |   | Große Hufeisennase            | Rhinolophus ferrumequinum | Säugetiere  |
|      | 1303    |   | Kleine Hufeisennase           | Rhinolophus hipposideros  | Säugetiere  |

Folgende Vogelarten des Anhangs I der Vogelschutzrichtlinie sind für das Gebiet gemeldet:
| Bild                      | Anhang I | EU Code | Art                       | wissenschaftlicher Name               |
| ------------------------- | -------- | ------- | ------------------------- | ------------------------------------- |
| Rothuhn                   |          | A110    | Rothuhn                   | Alectoris rufa                        |
| Brachpieper               | *        | A255    | Brachpieper               | Anthus campestris                     |
| Alpensegler               |          | A228    | Alpensegler               | Apus melba                            |
| Fahlsegler                |          | A227    | Fahlsegler                | Apus pallidus                         |
| Ziegenmelker              | *        | A224    | Ziegenmelker              | Caprimulgus europaeus                 |
| Schlangenadler            | *        | A080    | Schlangenadler            | Circaetus gallicus                    |
| Kornweihe                 | *        | A082    | Kornweihe                 | Circus cyaneus                        |
| Felsentaube               |          | A206    | Felsentaube               | Columba livia                         |
| Kolkrabe                  |          | A350    | Kolkrabe                  | Corvus corax                          |
| Wachtel                   |          | A113    | Wachtel                   | Coturnix coturnix                     |
| Wanderfalke               | *        | A103    | Wanderfalke               | Falco peregrinus                      |
| Turmfalke                 |          | A096    | Turmfalke                 | Falco tinnunculus                     |
| Rötelschwalbe             |          | A252    | Rötelschwalbe             | Hirundo daurica                       |
| Neuntöter                 | *        | A338    | Neuntöter                 | Lanius collurio                       |
| Korallenmöwe              | *        | A181    | Korallenmöwe              | Larus audouinii                       |
| Heidelerche               | *        | A246    | Heidelerche               | Lullula arborea                       |
| Steinrötel                |          | A280    | Steinrötel                | Monticola saxatilis                   |
| Blaumerle                 |          | A281    | Blaumerle                 | Monticola solitarius                  |
| Mittelmeer-Steinschmätzer |          | A278    | Mittelmeer-Steinschmätzer | Oenanthe hispanica                    |
| Steinschmätzer            |          | A277    | Steinschmätzer            | Oenanthe oenanthe                     |
| Zwergohreule              |          | A214    | Zwergohreule              | Otus scops                            |
| Wespenbussard             | *        | A072    | Wespenbussard             | Pernis apivorus                       |
| Krähenscharbe             | *        | A392    | Mittelmeer-Krähenscharbe  | Phalacrocorax aristotelis desmarestii |
| Alpenbraunelle            |          | A267    | Alpenbraunelle            | Prunella collaris                     |
| Zitronenzeisig            |          | A362    | Zitronenzeisig            | Serinus citrinella                    |
| Brillen-Grasmücke         |          | A303    | Brillengrasmücke          | Sylvia conspicillata                  |
| Sarden-Grasmücke          | *        | A301    | Sardengrasmücke           | Sylvia sarda                          |
| Provencegrasmücke         | *        | A302    | Provencegrasmücke         | Sylvia undata                         |
| Mauerläufer               |          | A333    | Mauerläufer               | Tichodroma muraria                    |